# ウォーアドミラル
ウォーアドミラル (War Admiral、1934年5月2日 - 1959年10月29日) は、アメリカ合衆国のサラブレッドの競走馬・種牡馬である。1936年にアメリカ競馬史上4頭目となるアメリカ三冠を達成し、また同年代のアイドルホース・シービスケットと「世紀の対決」を演じたことで知られる。

## 経歴
※特記がない限り、競走はすべてダートコース

### 出生
マンノウォーの馬主として知られる、サミュエル・ドイル・リドルの自家生産したサラブレッドの牡馬である。母馬ブラッシュアップによく似て小柄な幼駒で、5月2日とやや遅生まれだったこともあって、非常に貧弱に見えたという。リドルの甥であったウィリアム・ジェフォードはこの仔馬を高く評価し、当初リドルに売ってほしいと願ったが、後になってこの申し出を取り消した。ファラウェイ牧場の牧場長であったハリー・スコットが理由を訊くと、「もしこの馬が私の考え通りの活躍をしたら、叔父さんに恨まれてマンノウォーを種付けしてもらえなくなるからね」と答えたという。
成長しても体高は15.2ハンド（約154.4センチメートル）または15.3ハンド（約155.4センチメートル）と小さなままであった。後に活躍するようになると、体格の小ささを含めて「The Mighty Atom（力強き原子）」とあだ名された（「The Admiral」というシンプルなあだ名もあった）。小さいながらも非常に均整の取れた体つきをしており、父や母よりも母父のスウィープによく似ていた。
父に最も似たとされるのがその性格で、火のような激しい気性の持ち主であった。横柄で周囲を見下したようなところがあり、じっとしていられない馬であった。競走馬として入厩後も、装鞍のベルが鳴るだけで厩務員を引きずりながら馬房を飛び出したり、発馬機を嫌がり、発走委員を跳ね飛ばしてフライングしたことが何度もあった。

### 2歳時（1936年）
ウォーアドミラルはジョージ・コンウェイ調教師の管理のもと、競走馬としてのデビューに備えた。身を低くして地面をかすめるような走り方をしていたという。
4月25日にハバディグレイス競馬場で行われた未勝利戦（4.5ハロン・約904メートル）でデビューし、これを楽勝した。1ヶ月後にベルモントパーク競馬場のアローワンス競走（5ハロン・約1005メートル）に出走し、ここも勝利を挙げた。それから2週間後のナショナルスタリオンステークス（5ハロン）で当時の2歳最強と評されたポンプーンと対戦、同馬の3着に敗れた。続くグレートアメリカンステークス（6ハロン・約1206メートル）でもフェアリーヒルに半馬身差をつけられた2着に敗れ、貧弱な馬体どおりの早熟馬だったのではないかという評価を受けていた。
コンウェイ調教師はウォーアドミラルをハバディグレイスに戻し、イースタンショアハンデキャップ（6ハロン）に出走させると、鞍上のチャールズ・カートシンガーはスタートとともに一気に先行させ、楽々逃げ切って初のステークス勝ちを手にした。しかし、翌戦のリチャードジョンソンハンデキャップではトップハンデを課され、ボトルキャップに半馬身差捉えられて2着に敗れ、2歳シーズンを終えた。ハンデキャッパーのジョン・キャンベルによる2歳世代のフリーハンデキャップにおいて、ウォーアドミラルは121ポンドが与えられ、同世代の7位と位置付けられた。

### クラシック戦線（1937年前半）
コンウェイ調教師はリチャードジョンソンハンデキャップの後に、ウォーアドミラルを半年間の休養に当てて成長に期待したが、3歳の春を迎えても体格は相変わらず小さいままであった。同年初戦のアローワンス競走（ハバディグレイス 6ハロン）では、持ち前のスピードを生かして2馬身半差で楽勝した。その10日後のチェサピークステークス（ハバディグレイス 8.5ハロン・約1709メートル）では、サンタアニタダービーを勝ってきたフェアリーヒルや、フラミンゴステークス勝ち馬のコートサンダルなどが出走していた。レースでは鞍上のカートシンガーがスタートしてすぐにウォーアドミラルを前に出すと、そのまま後続を離したまま逃げ続け、最後には後続に6馬身の差をつけての圧勝を遂げた。リドルはそれまでケンタッキーダービーを意識していなかったが、この勝利を見て初めて挑戦しようと考えた。
1937年5月8日、同年のケンタッキーダービーは総賞金5万ドルの高額賞金競走として行われ、20頭の出走馬と7万人の観客がチャーチルダウンズ競馬場に集めるなか、ウォーアドミラルは1番人気に推されていた。カートシンガーはウォーアドミラルを早々と先頭に立たせると、正確に1馬身のリードを保ちながら進めた。4コーナーでポンプーンが迫ってきたのを見ると、カートシンガーが後続の突き放しにかかり、3馬身差まで開いたところで追うのをやめて軽々とゴール、2着ポンプーンとは1馬身3/4差がついたままの優勝を遂げた。
この年のプリークネスステークス（9.5ハロン・約1911メートル）はケンタッキーダービーから1週間後に、そして同じく5万ドル競走として行われた。このレースでウォーアドミラルが素早く先頭に立ったが、ウェイン・ライトの騎乗するポンプーンがコーナーの隙でインコースから割り込み、ウォーアドミラルに並び掛けてきた。2頭は後続を引き離して接戦を繰り広げたが、ライトがポンプーンを必死に鞭で叩くのに対し、カートシンガーは軽い鞭使いに留めた。結果アタマ差の勝利となったが、実質それ以上の差をもって二冠を制した。
それから3週間後のベルモントステークス（12ハロン・約2414メートル）では、ウォーアドミラルと対戦することを恐れる陣営が続出し、7頭立ての競馬となった。この日のウォーアドミラルは非常に興奮しており、何度も発馬機を押し開いてしまったので、スターターはウォーアドミラルが並んだ瞬間にゲートを開いた。これに驚いたウォーアドミラルはゲートの地上部分に右前肢を引っかけて切り傷を負ったが、それでも果敢に先頭に立った。道中は常に3馬身くらいのリードを保って進み、最後の直線に入ってもその距離は縮まることはなく、力を抑えたまま2着シーンシフターに3馬身差をつけて優勝、史上4頭目の三冠を達成した。勝ち時計の2分28秒6は、当時のダート12ハロンのアメリカレコードとタイ記録でもあった。ウォーアドミラルはスタートの時に作った傷から出血しており、ゴールした時には腹や後肢に血飛沫が痛々しく散っていたが、痛みを訴える様子もなかったので、カートシンガーはウィナーズサークルで下馬するまでこれに気付いていなかった。
ベルモントステークスで負った傷の療養のため、ウォーアドミラルは10月まで休みに当てられた。

### すれ違い（1937年後半）

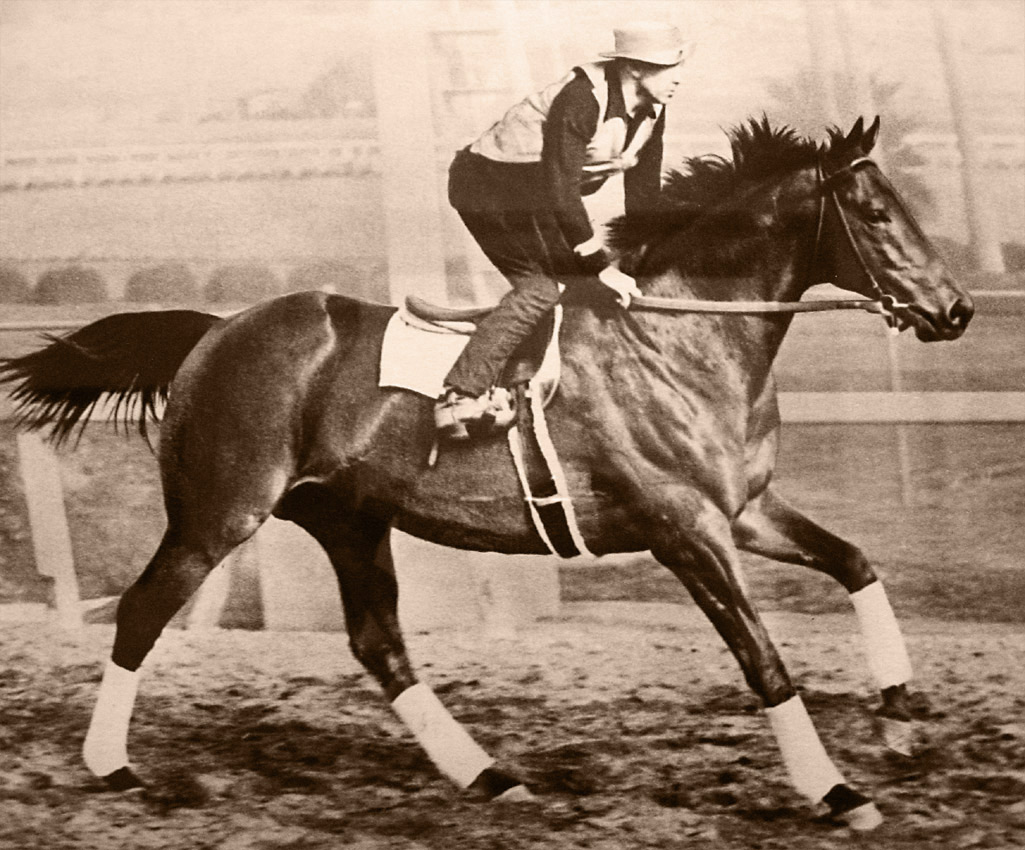
調教中のシービスケットとジョージ・ウルフ

この当時、西海岸では最下層から一転最強馬までのし上がったシービスケットが一躍人気を集め、さらに東海岸への遠征でサバーバンハンデキャップの勝ち馬アネロイドら東海岸の強豪古馬を打ち破っていた。そこで同馬と、東海岸で最強のウォーアドミラルとでマッチレースを行おうという企画が全国で検討され始め、ハイアリアパーク競馬場やアーリントンパーク競馬場などが開催地に名乗り出ている。ベイメドウズ競馬場はそれぞれの馬主に電報で正式に申し出を行ったが、西海岸までの遠征を嫌がったリドルによって断られた。
当のウォーアドミラルは復帰戦の10月26日のローレル競馬場での一般戦（8.5ハロン）ではアネロイドと対戦し、これを2馬身半差で破った。その4日後10月30日に出走したワシントンハンデキャップ（ローレル 10ハロン）にはシービスケットも出走を予定していたが、馬場状態が悪いことを理由に出走を取り消したため、直接対決は立ち消えになった。同競走はウォーアドミラルが1馬身半差で楽勝した。シービスケットの馬主チャールズ・スチュワート・ハワードはその後も両馬のマッチレースを強く熱望しており、ピムリコ競馬場の支配人であったアルフレッド・グウィン・ヴァンダービルト2世とともマッチレースの計画を練ったが、リドルはこの企画も断った。
11月3日に行われた第1回ピムリコスペシャル（12ハロン）には再びウォーアドミラルとシービスケットが登録していたが、再び馬場状態を理由にシービスケットは出走を取り消した。この日のウォーアドミラルはいつに増して荒れており、ピムリコの発走委員であったジム・ミルトンはこれをなんとかゲートに並ばせるために、ウォーアドミラルの唇をやっとこで挟み、その間に尻を押して整列させた。この行為は後でリドルの怒りを買い、以後の出走予定からピムリコのものをすべて外させたという。スタートのトラブルもあってか、レース中もウォーアドミラルは精彩を欠き、28ポンド（約12.7キログラム）差のマスクドジェネラルという馬に先手を譲ってしまった。しかし、第4コーナーで同馬が外に膨れた瞬間に内から捉えて、1馬身半差をつけて勝利した。
結局シービスケットとの勝負付けはならなかったものの、このシーズン三冠を含む8戦全勝の成績が評価され、ターフ&スポーツダイジェスト誌による年度代表馬選考において、同年の最優秀3歳牡馬、ならびに年度代表馬に選出された。

### 4歳時（1938年）
ウォーアドミラルは4歳シーズンの初戦を2月19日のハイアリアパークでの一般戦（7ハロン）で迎えてこれを勝ち、続いて同競馬場3月5日のワイドナーハンデキャップ（10ハロン）を130ポンド（約59キログラム）の斤量を積まれながらも、2着馬ゼヴスンに2馬身差をつけて快勝した。ゲート難は相変わらずで、ついにはゲートの外から発走させるようになっていた。ウォーアドミラルのハンデキャップがどんどん重くなっていくなか、リドルは負担斤量の上限を130ポンドまでと制限し、ちょうど130ポンドを積ませたハイアリアパークには苦情をつけ、またそれ以上を提示してきた競馬場には出走を断っていた。
前年の何度ものすれ違いのあとも、ウォーアドミラルとシービスケットとの対決の企画は方々で練られており、また両陣営、マスコミやファンも相手を破らないと最強馬を名乗れないと考えていた。同年春頃、ベルモントパーク競馬場はハワードの口利きのもと、賞金総額10万ドルのマッチレースを企画しており、またアーリントンパークも対抗するようにマッチレースをリドルに打診している。結局両陣営はベルモントパークの案に承諾し、5月30日に行われる手筈となった。しかし、直前になってシービスケットが脚部不安を見せたため中止となった。大企画が空転した穴埋めに、ベルモントパーク競馬場はリドルに5月28日のサバーバンハンデキャップ（10ハロン）に出走してほしいと打診すると、リドルは一度承諾したものの、直前になって馬場状態を理由に回避、ファンから批判を浴びた。その批判に反発するかのように、6月6日のクィーンズカウンティハンデキャップ（8ハロン）ではサバーバンで予定されていたものと同じ132ポンドを積んで出走、20ポンド差のスナークを下して連勝を11に伸ばした。
6月29日のマサチューセッツハンデキャップ（サフォークダウンズ 9ハロン）にも両馬は登録していたが、当日はシービスケットが苦手とする雨天で、また競走直前になって脚部不安が再発したため、再び出走を取り消した。ウォーアドミラルもこの日の重馬場に苦戦し、くぼみに躓いて転倒しかけたうえに流血、先行することもできないまま23ポンド軽いメノウに大きく離された4着に敗れ、連勝記録をストップさせた。
久々の敗戦ののち、ウォーアドミラルは夏のサラトガ競馬場に向かった。いずれの競走でも対戦を回避する馬が続出し、競走によっては3頭立てで行われている。ウィルソンステークス（8ハロン）、サラトガハンデキャップ（10ハロン）、ホイットニーハンデキャップ（9ハロン）、サラトガカップ（14ハロン・約2816メートル）と少頭数になった競走を連勝していった。10月1日にはベルモントパークの大一番であるジョッキークラブゴールドカップ（16ハロン・約3218メートル）に出走、2着馬に3馬身差をつけて楽勝した。

### 世紀の対決
直接対決が実現したのは、11月1日火曜日のピムリコ競馬場であった。支配人のヴァンダービルトは、前年ウォーアドミラルが勝ったピムリコスペシャルをマッチレースの場として提供することで、両者の同意を取り付けた。この際にリドルは、負担斤量を双方120ポンドにすること、因縁のある発走委員を外すこと、また発走はバリヤー導入以前の手旗式の発走で行うことを条件とし、ヴァンダービルトとハワードもこの条件を了解した。
開催を火曜日に設定したのは、ピムリコ競馬場の収容人数は15,000人が限界で、それを超える観客数が予想されていたからであった。しかし、当日にはそれを遥かに超える観衆が集まり、10時に競馬場が開くとどっとなだれ込み、正午には4万人を超える観客でひしめいていた。マッチレース当日のオッズではウォーアドミラルが人気を集めて、先行すれば有利なウォーアドミラルが内枠を引いたこともあり、単勝1.25倍の1番人気に推された。
スタートが切られると、シービスケット鞍上のジョージ・ウルフは鞭を入れて、ウォーアドミラルから先手を奪った。ウォーアドミラルはシービスケットの2馬身後ろを追走し、バックストレッチで追い上げていった。追いつかれるとウルフはわざと内側を開けて、ウォーアドミラルをインに圧迫しようとしたが、カートシンガーもそれを読んで外に持ち出し、並んだままコーナーを回っていった。そして、直線を向いてからシービスケットがウォーアドミラルをどんどん突き放し、ウォーアドミラルは最終的に4馬身の差をつけられて敗れた。レース後、カートシンガーはコメントを求められると泣きながら「俺に何が言える? 俺たちじゃとにかくダメだったんだ。ウォーアドミラルはあいつに追いつき、あいつの目を見た。でもシービスケットは諦めようとしなかった。俺たちは全力を尽くして戦った。でも、それだけじゃ足りなかったんだ」と語った。コンウェイ調教師はノーコメントを貫いた。
この決戦は、後に「Match Race of the Century（世紀の対決）」と称され、2006年にブラッド・ホース誌がアメリカ競馬史の重大事件をランキングした『Horse Racing's Top 100 Moments』では、この対決がブリーダーズカップ創設に次ぐ第2位に位置付けられた。
ウォーアドミラルはマッチレースの敗戦後も競走を続行した。ナラガンセットパーク競馬場のロードアイランドハンデキャップ（9ハロン）ではシービスケットともう一度対戦する可能性があったが、ウォーアドミラルよりも3ポンド重いハンデを課されたシービスケット陣営は回避している。ウォーアドミラルは同競走を勝って同年を締めくくると、5歳シーズン初戦をハイアリアパークの一般戦（7ハロン）の勝利で迎えた。その後ワイドナーハンデキャップの連覇を目指していたが、2月の調教中に足首を故障し休養、そのまま引退に至った。
総合成績26戦21勝、生涯獲得賞金は273,240ドルで、勝者総取りとなったマッチレース以外では賞金を逃すことがなかった戦績であった。

## 評価

### 競走成績表
- 当時はグレード制未導入。
- 斤量はポンド表記。
- 競走名の略記はS＝ステークス、H＝ハンデキャップ、C＝カップ、GC＝ゴールドカップを表す。
- 競走成績表の出典はDRFの特設ページ[10]に付随するpdfファイルを参照のこと。

| 出走日     | 競馬場               | 競走名                | 距離  | 馬場 | 着順 | 騎手          | 斤量 | オッズ | タイム | 着差      | 1着（2着）馬       |
| ---------- | -------------------- | --------------------- | ----- | ---- | ---- | ------------- | ---- | ------ | ------ | --------- | ------------------ |
| 1936.04.25 | ハバディグレイス     | 未勝利戦              | D4.5f | 良   | 1着  | Peters M.     | 114  | 8.50   | 0:55.1 | ハナ      | （Sonny Joe）      |
| 1936.05.21 | ベルモントパーク     | アローワンス          | D5f   | 良   | 1着  | Westrope J.   | 113  | 11.00  | 0:58.4 | 2馬身     | （Scintillator）   |
| 1936.06.06 | ベルモントパーク     | ナショナルスタリオンS | D5f   | 良   | 3着  | Westrope J.   | 122  | 4.00   | 0:59.0 | 2 1/2馬身 | Pompoon            |
| 1936.07.01 | アケダクト           | グレートアメリカンS   | D6f   | 良   | 2着  | Kurtsinger C. | 115  | 3.00   | 1:12.3 | 1 1/2馬身 | Fairy Hill         |
| 1936.09.19 | ハバディグレイス     | イースタンショアH     | D6f   | 良   | 1着  | Kurtsinger C. | 118  | 8.85   | 1:11.0 | 5馬身     | （Orientalist）    |
| 1936.10.10 | ローレル             | リチャードジョンソンH | D6f   | 重   | 2着  | Kurtsinger C. | 124  | 1.80   | 1:12.3 | 1 1/2馬身 | Bottle Cap         |
| 1937.04.14 | ハバディグレイス     | アローワンス          | D6f   | 良   | 1着  | Kurtsinger C. | 120  | 1.75   | 1:11.2 | 2 1/2馬身 | （Clingendaal）    |
| 1937.04.24 | ハバディグレイス     | チェサピークS         | D8.5f | 良   | 1着  | Kurtsinger C. | 119  | 1.65   | 1:45.0 | 6馬身     | （CourtScandal）   |
| 1937.05.08 | チャーチルダウンズ   | ケンタッキーダービー  | D10f  | 良   | 1着  | Kurtsinger C. | 126  | 2.60   | 2:03.1 | 1 3/4馬身 | （Pompoon）        |
| 1937.05.15 | ピムリコ             | プリークネスS         | D9.5f | 稍重 | 1着  | Kurtsinger C. | 126  | 1.35   | 1:58.2 | アタマ    | （Pompoon）        |
| 1937.06.05 | ベルモントパーク     | ベルモントS           | D12f  | 良   | 1着  | Kurtsinger C. | 126  | 1.90   | 2:28.3 | 3馬身     | （Sceneshifter）   |
| 1937.10.26 | ローレル             | アローワンス          | D8.5f | 良   | 1着  | Kurtsinger C. | 106  | 1.40   | 1:46.0 | 2 1/2馬身 | （Aneroid）        |
| 1937.10.30 | ローレル             | ワシントンH           | D10f  | 稍重 | 1着  | Kurtsinger C. | 126  | 1.65   | 2:04.4 | 1 1/2馬身 | （Heelfly）        |
| 1937.11.03 | ピムリコ             | ピムリコスペシャルH   | D9.5f | 良   | 1着  | Kurtsinger C. | 128  | 1.05   | 1:58.4 | 1 1/2馬身 | （Masked General） |
| 1938.02.19 | ハイアリアパーク     | アローワンス          | D7f   | 良   | 1着  | Kurtsinger C. | 122  | 1.30   | 1:23.4 | 1 1/2馬身 | （Sir Oracle）     |
| 1938.03.05 | ハイアリアパーク     | ワイドナーH           | D10f  | 良   | 1着  | Kurtsinger C. | 130  | 1.35   | 2:03.4 | 1 1/2馬身 | （Zevson）         |
| 1938.06.06 | アケダクト           | クィーンズカウンティH | D8f   | 良   | 1着  | Kurtsinger C. | 132  | 1.55   | 1:36.4 | 1馬身     | （Snark）          |
| 1938.06.29 | サフォークダウンズ   | マサチューセッツH     | D9f   | 重   | 4着  | Kurtsinger C. | 130  | 1.40   | 1:52.3 | 8 1/4馬身 | Menow              |
| 1938.07.27 | サラトガ             | ウィルソンS           | D8f   | 重   | 1着  | Kurtsinger C. | 126  | 1.60   | 1:39.2 | 8馬身     | （Fighting Fox）   |
| 1938.07.30 | サラトガ             | サラトガH             | D10f  | 不良 | 1着  | Kurtsinger C. | 130  | 1.70   | 2:06.0 | クビ      | （Esposa）         |
| 1938.08.20 | サラトガ             | ホイットニーH         | D10f  | 良   | 1着  | Wright W. D.  | 126  | 1.33   | 2:03.4 | 1馬身     | （Esposa）         |
| 1938.08.27 | サラトガ             | サラトガC             | D14f  | 良   | 1着  | Peters M.     | 126  | 1.33   | 2:55.4 | 4馬身     | （Esposa）         |
| 1938.10.01 | ベルモントパーク     | ジョッキークラブGC    | D16f  | 良   | 1着  | Wright W. D.  | 124  | 1.08   | 3:24.4 | 3馬身     | （Magic Hour）     |
| 1938.11.01 | ピムリコ             | ピムリコスペシャル    | D9.5f | 良   | 2着  | Kurtsinger C. | 120  | 1.25   | 1:56.3 | 4馬身     | Seabiscuit         |
| 1938.11.12 | ナラガンセットパーク | ロードアイランドH     | D9f   | 良   | 1着  | Kurtsinger C. | 127  | 1.20   | 1:51.2 | 2 1/2馬身 | （Mucho Gusto）    |
| 1939.02.18 | ハイアリアパーク     | アローワンス          | D7f   | 良   | 1着  | Wright W. D.  | 126  | 1.20   | 1:22.4 | 1/2馬身   | （Psturzd）        |

### 表彰
- 1937年 - 年度代表馬[1]
- 1937年 - 最優秀3歳牡馬[1]
- 1958年 - アメリカ競馬名誉の殿堂博物館により、殿堂馬として選定される[1]。
- 1999年 - ブラッド・ホース誌の選ぶ20世紀のアメリカ名馬100選において、第13位に選ばれる[2]。
- 2013年 - サラトガ競馬場の「フーフプリント・ウォーク・オブ・フェイム」に蹄跡を残す[2]。

## 種牡馬入り後
競走馬引退後、ウォーアドミラルはリドルの牧場で種牡馬となった。リドルはマンノウォーの外部への種付けを強く制限していたが、ウォーアドミラルは一転広く種付けを募集した。種牡馬としては40頭のステークス競走勝ち馬を出し、1945年のアメリカリーディングサイアー、1948年の2歳リーディングサイアーになるなど期待通りの成功を収めた。しかし後継の種牡馬があまり成功しなかったため、その父系はすでに残っていない。日本に輸入された産駒に重賞を勝った馬は出なかったが、そのうちの一頭リンボーが種牡馬入りしてヒカルタカイを出している。
牝馬の活躍馬が顕著で、ラトロワンヌの牝系と特に相性が良かった。代表産駒はブッシャー（Busher、ハリウッドダービー、ワシントンハンデキャップ、アーリントンハンデキャップ）とサーチング（Searching、ダイアナハンデキャップ2回、ギャロレットステークス2回）のアメリカ競馬殿堂入りも果たした牝馬2頭である。これらを通じて、ウォーアドミラルはアフェクショネイトリーやバックパサーといった名馬の母父ともなっている。
1951年にリドルは没した。その遺産処分のために、1958年にウォーアドミラルはプレストン・マッデンの持つハンバーグプレイスファームに売却された。売却から1年後の1959年に死亡、25歳であった。その遺骸は父母とともにファラウェイ牧場に埋葬され、後にケンタッキーホースパークに移設された。
死没の1年前の1958年、アメリカ競馬名誉の殿堂博物館はその競走成績を表彰し、シービスケットと同時に殿堂馬として選定した。のちの1999年にブラッド・ホース誌編集部の選定した20世紀のアメリカ名馬100選でもウォーアドミラルは選出され、同じく選出されたシービスケット（25位）を上回る13位に格付けられた。2013年、サラトガ競馬場が150周年記念事業として競馬場とゆかりのある名馬の蹄跡を象った「フーフプリント・ウォーク・オブ・フェイム」を発表、ウォーアドミラルの蹄跡もそのひとつとして初年度から並べられた。

### 主な産駒
- アドミラルヴィー Admiral Vee - 1952年生、牡馬。グレートネックハンデキャップなど。種牡馬。
- ビーマック Bee Mac - 1941年生、牝馬。スピナウェイステークス、ホープフルステークス。
- ブルーピーター Blue Peter - 1946年生、牡馬。フューチュリティステークス、ホープフルステークスなど。1948年最優秀2歳牡馬。
- ブサンダ Busanda - 1949年生、牝馬。アラバマステークスなど。バックパサーの母。
- ブッシャー Busher - 1942年生、牝馬。セリマステークス、ハリウッドダービーなど。1945年年度代表馬。アメリカ競馬殿堂入り。
- アイアンメイデン Iron Maiden - 1941年生、牝馬。デルマーハンデキャップ。アイアンリワード・アイアンリージの母。
- ミスターブッシャー Mr. Busher - 1946年生、牡馬。アーリントンフューチュリティ。種牡馬。
- ネイヴィーページ Navy Page - 1950年生、牡馬。ジェロームハンデキャップなど。種牡馬。
- サーチング Searching - 1952年生、牝馬。ダイアナハンデキャップ連覇など。アメリカ競馬殿堂入り。
- ストライキング Striking - 1947年生、牝馬。シュイラーヴィルステークス。繁殖牝馬として成功、子孫にスーパーセイヴァーやウッドマンなど。

主な産駒の出典：

## 血統表
| ウォーアドミラルの血統 | ウォーアドミラルの血統     | ウォーアドミラルの血統 | （血統表の出典）   | （血統表の出典） |
| 父系                   | マンノウォー系             | マンノウォー系         | マンノウォー系     | [ § 2 ]          |
| 父 Man o'War 1917 栗毛 | 父の父Fair Play 1905 栗毛  | Hastings               | Spendthrift        | Spendthrift      |
| 父 Man o'War 1917 栗毛 | 父の父Fair Play 1905 栗毛  | Hastings               | Cinderella         |                  |
| 父 Man o'War 1917 栗毛 | 父の父Fair Play 1905 栗毛  | Fairy Gold             | Bend Or            | Bend Or          |
| 父 Man o'War 1917 栗毛 | 父の父Fair Play 1905 栗毛  | Fairy Gold             | Dame Masham        |                  |
| 父 Man o'War 1917 栗毛 | 父の母Mahubah 1910 鹿毛    | Rock Sand              | Sainfoin           | Sainfoin         |
| 父 Man o'War 1917 栗毛 | 父の母Mahubah 1910 鹿毛    | Rock Sand              | Roquebrune         |                  |
| 父 Man o'War 1917 栗毛 | 父の母Mahubah 1910 鹿毛    | Merry Token            | Merry Hampton      | Merry Hampton    |
| 父 Man o'War 1917 栗毛 | 父の母Mahubah 1910 鹿毛    | Merry Token            | Mizpah             |                  |
| 母 Brushup 1929 鹿毛   | 母の父Sweep 1907 黒鹿毛    | Ben Brush              | Bramble            | Bramble          |
| 母 Brushup 1929 鹿毛   | 母の父Sweep 1907 黒鹿毛    | Ben Brush              | Roseville          |                  |
| 母 Brushup 1929 鹿毛   | 母の父Sweep 1907 黒鹿毛    | Pink Domino            | Domino             | Domino           |
| 母 Brushup 1929 鹿毛   | 母の父Sweep 1907 黒鹿毛    | Pink Domino            | Belle Rose         |                  |
| 母 Brushup 1929 鹿毛   | 母の母Annette K. 1921 鹿毛 | Harry of Hereford      | John o'Gaunt       | John o'Gaunt     |
| 母 Brushup 1929 鹿毛   | 母の母Annette K. 1921 鹿毛 | Harry of Hereford      | Canterbury Pilgrim |                  |
| 母 Brushup 1929 鹿毛   | 母の母Annette K. 1921 鹿毛 | Bathing Girl           | Spearmint          | Spearmint        |
| 母 Brushup 1929 鹿毛   | 母の母Annette K. 1921 鹿毛 | Bathing Girl           | Summer Girl        |                  |
| 母系(F-No.)            | (FN:11-g)                  | (FN:11-g)              | (FN:11-g)          | [ § 3 ]          |
| 5代内の近親交配        | アウトブリード             | アウトブリード         | アウトブリード     | [ § 4 ]          |
| 出典                   | 1. 2. 3. 4.                | 1. 2. 3. 4.            | 1. 2. 3. 4.        | 1. 2. 3. 4.      |

ウォーアドミラルの母母アネットKは、3代母バシングガールはイギリスからの輸入されたときに身籠っていた牝馬であった。名前はオーストラリアの水泳選手・アネット・ケラマンに由来している。同馬は体高15ハンド（約152.4センチメートル）ほどの貧弱な馬体で、1戦して着外に終わっている。その後、アネットKは繁殖牝馬としてリドルに購入され、スウィープと交配してウォーアドミラルの母・ブラッシュアップを出したほか、マンノウォーと交配してウォーグローリー（1930年生、ローレンスリアライゼーションなど多数のステークス競走に優勝）を出している。
母ブラッシュアップもアネットK同様に小さな馬で、3戦して未勝利に終わった馬であった。また、ウォーアドミラルはブラッシュアップとマンノウォーの6度目の交配で生まれた馬で、それ以前の全姉らはいずれも期待外れに終わっていた。

## 作品中のウォーアドミラル
ローラ・ヒレンブランドの伝記小説『Seabiscuit: An American Legend（シービスケット あるアメリカ競走馬の伝説）』、および映画『シービスケット』にもウォーアドミラルは登場する。ただし、映画ではシービスケットとの対比を大きくするためか、18ハンド（約173センチメートル）と実際の体高より大きな馬に設定されている。